# Římskokatolická farnost Vrčeň
Římskokatolická farnost Vrčeň je územním společenstvím římských katolíků v rámci sušickonepomuckého vikariátu českobudějovické diecéze.

## O farnosti
Plebánie ve Vrčeni se poprvé připomíná v roce 1358 a z téže doby pochází místní farní kostel sv. Vavřince. Od roku 1652 jsou vedeny matriky a v 19. století byl kostel novogoticky upraven. Farnost není v současné době obsazována knězem, a spravuje ji jako ex currendo administrátor kněz z Nepomuku.
| Kostel              | Místo    | Bohoslužba                                       | Bohoslužba                                       | Poznámka     |
| ------------------- | -------- | ------------------------------------------------ | ------------------------------------------------ | ------------ |
| Kaple               | Čečovice | Slouží se o pouti v sobotu po svátku sv. Prokopa | Slouží se o pouti v sobotu po svátku sv. Prokopa | obecní kaple |
| Kaple Panny Marie   | Čmelíny  | neslouží se pravidelně                           | neslouží se pravidelně                           | obecní kaple |
| Kaple               | Měrčín   | neslouží se pravidelně                           | neslouží se pravidelně                           | obecní kaple |
| Kaple               | Liškov   | neslouží se pravidelně                           | neslouží se pravidelně                           | obecní kaple |
| Kaple               | Sedliště | neslouží se pravidelně                           | neslouží se pravidelně                           | obecní kaple |
| Kaple               | Srby     | neslouží se pravidelně                           | neslouží se pravidelně                           | obecní kaple |
| Kaple sv. Vavřince  | Tojice   | neslouží se pravidelně                           | neslouží se pravidelně                           | obecní kaple |
| Kostel sv. Vavřince | Vrčeň    | neděle                                           | 11.15                                            | farní kostel |
| Kaple Panny Marie   | Zahrádka | neslouží se pravidelně                           | neslouží se pravidelně                           | obecní kaple |